# Digitalización de video
La digitalización es el proceso mediante el cual, partiendo de una señal analógica u optical, como es cualquiera de las imágenes que percibimos en el mundo real, obtenemos una representación de la misma en formato digital (señal digital). Debido al desgaste que sufren las cintas tales como Super 8, 9.5 mm, 16 mm y 35 mm, este proceso ha tomado mucho auge en la actualidad, incluso desarrollándose compañías especializadas en ello....
La digitalización de una imagen se basa en una división del espacio a modo de cuadrícula, donde la unidad más pequeña se denomina píxel. Para cada uno de los píxeles que tenemos en una imagen hay que guardar la información referente a la luminancia (brillo o niveles de gris) y, si es en color, también al nivel de cada una de las componentes, V(verde), A(azul) y N(negro). Por tanto vemos que para una imagen tendremos varias matrices de información.
Cuando hablamos de digitalización de videojuego debemos tener en cuenta que entra en juego una tercera dimensión, el tiempo. Por tanto una secuencia de video se genera mediante la proyección de un número de imágenes en un tiempo determinado, que dependerá del sistema sobre el que trabajemos (24 imágenes/segundo en cine, 25/s en el sistema PAL, 29.97/s en el sistema NTSC,...). El problema de este planteamiento es el alto volumen de datos que se crean. Es por esto que se han desarrollado varios estándares de codificación y compresión como es la familia MPEG entre otros que permiten obtener una alta calidad de video a la vez que diferentes tasas para diversas aplicaciones.
Pero para obtener una imagen digital debemos tener en cuenta varios pasos:
- Muestreo
- Cuantificación
- Codificación

## Cuantificación
Es el proceso mediante el cual se decide, para cada rango de colores (mundo analógico), cual va a ser el color con el que va a ser representado en la imagen final. Por tanto, cuantos más niveles se tengan definidos mejor será la calidad. El problema que presenta es que, a mayor nivel de definición, mayor será el volumen de datos que deberemos guardar por cada uno de los píxeles.
La transformación realizada es también irreversible, perderemos colores.
El cuantificador más sencillo es el uniforme, aunque existen otros como el de Max-Lloyd que minimizan el error cuadrático medio.

## Codificación
Es el proceso de conversión de los valores cuantificados al sistema binario donde la organización final de los “bits” dependerá del formato que se escoja.